# Eremura perepetshaenkoi
Eremura perepetshaenkoi là một loài tò vò trong họ Ichneumonidae.